# Ginkgo im Schlosspark Jahnishausen
Der Ginkgo im Schlosspark Jahnishausen ist ein mehr als 200 Jahre altes Exemplar der aus China stammenden Baumart Ginkgo biloba. Er steht im Park des ehemaligen Schlosses von Jahnishausen, einem Ortsteil der Stadt Riesa im sächsischen Landkreis Meißen.

## Beschreibung
Es handelt sich um ein männliches Exemplar dieser zweihäusigen Baumart, das um 1809 an der Rückseite des Schlosses gepflanzt wurde. 
Bei einer Messung im August 2019 hatte der Baum einen Stammumfang von ca. 5,15 m (in 80 cm Höhe gemessen), eine geschätzte Höhe von ca. 25 m und eine geschätzte Kronenbreite von ca. 26 m. Damit ist er der zweitstärkste Ginkgo in Deutschland.
Im Oktober 2019 wurde der Ginkgo als zweiter Baum in die Liste der „Nationalerbe-Bäume“ aufgenommen. Über die Einweihungszeremonie mit zahlreichen Besuchern, bei der auch eine Informationstafel am Baum aufgestellt wurde, berichteten lokale Printmedien, Rundfunk und Fernsehsender.

## Bildergalerie

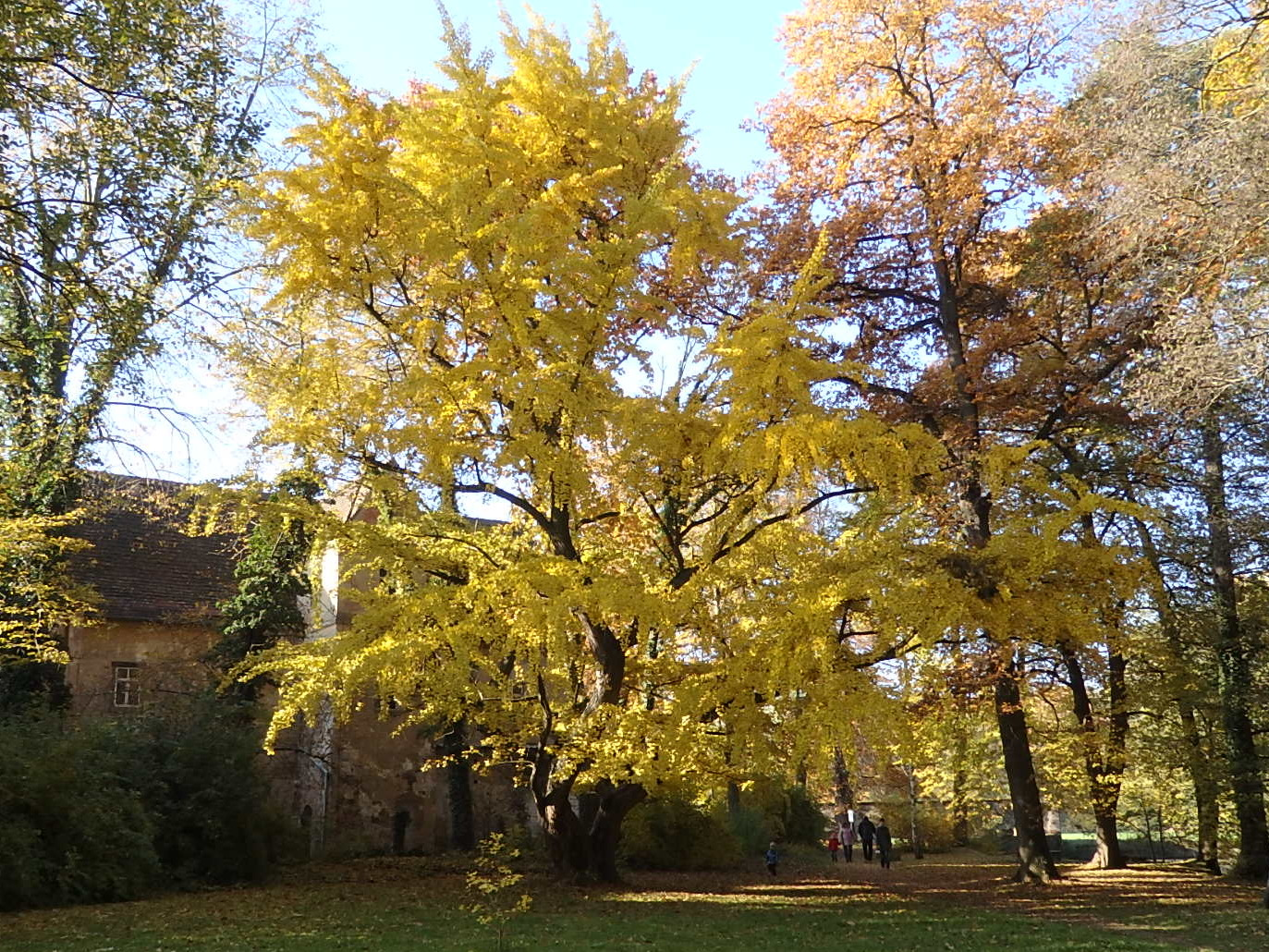
Der Ginkgo im Herbstkleid
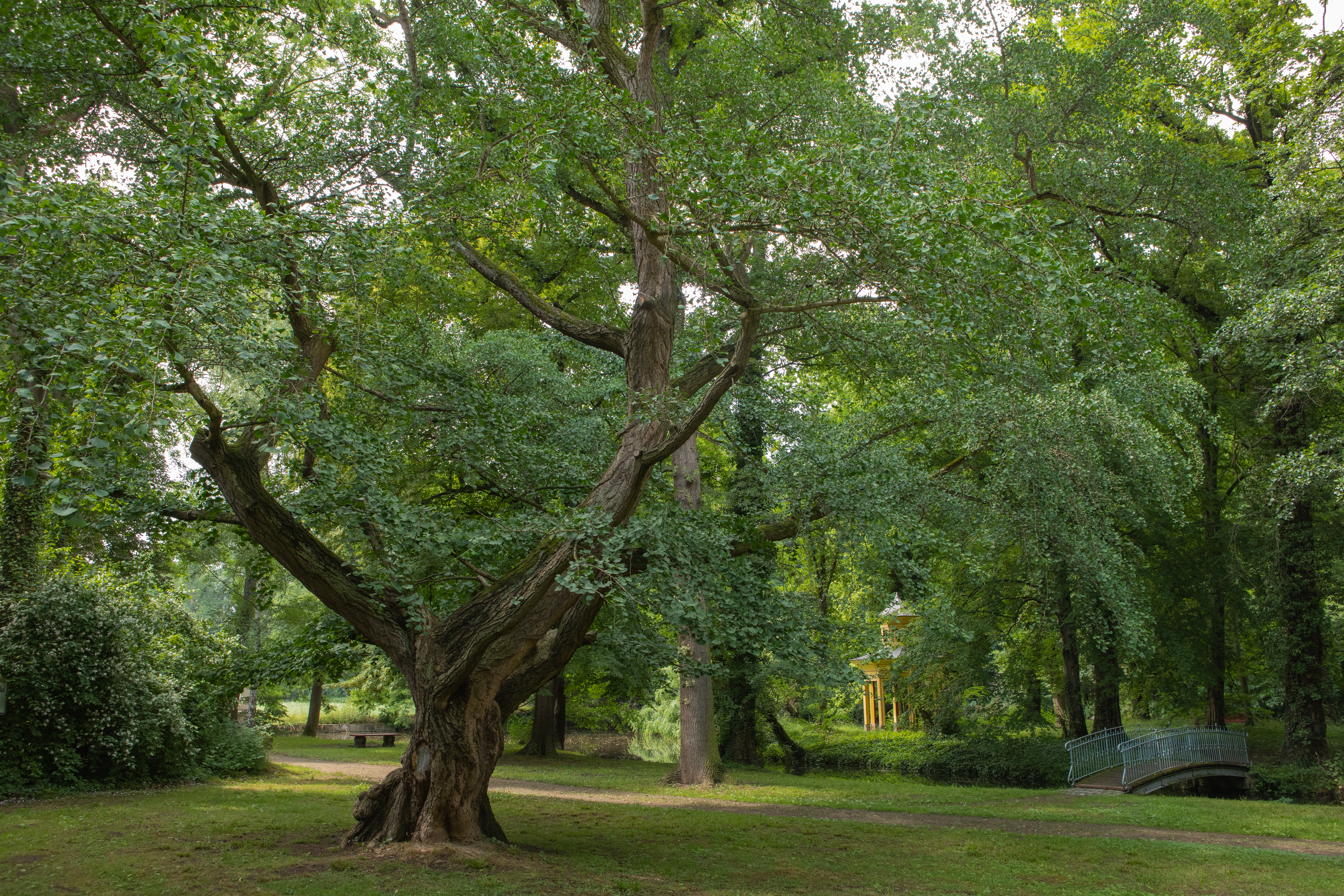
Der Ginkgo im Juni
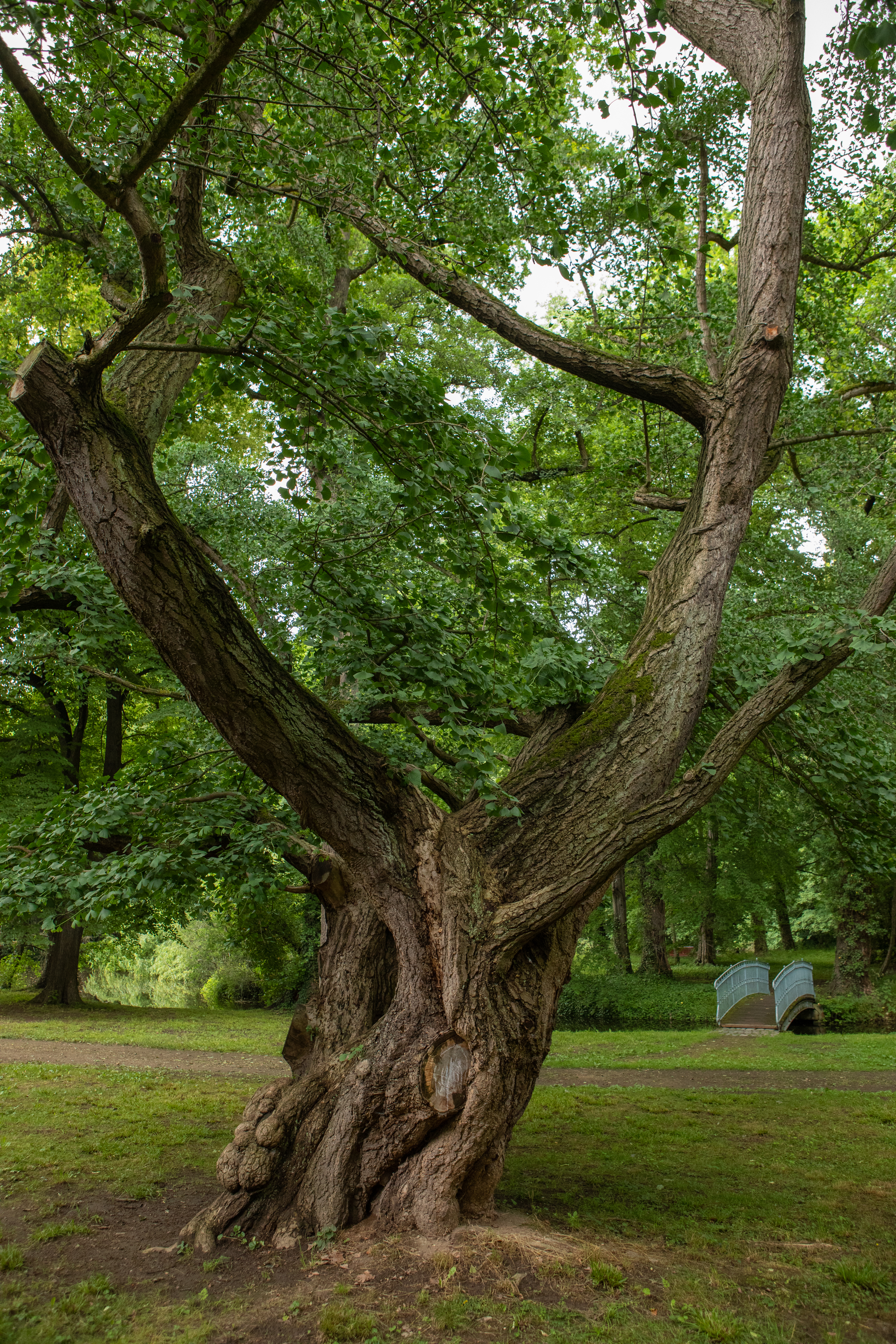
Stamm